# Рекопа Южной Америки 2022
Рекопа Южной Америки 2022 года (официально — Santander — Рекопа Южной Америки 2022 по соглашению со спонсором) 30-й розыгрыш Рекопы Южной Америки, футбольного соревнования, проводимого под эгидой КОНМЕБОЛ между победителями двух главных южноамериканских клубных турниров — Кубка Либертадорес и Южноамериканского кубка — в год, предшествующий проведению Рекопы.
Рекопа Южной Америки 2022 была разыграна между обладателем Кубка Либертадорес 2021 «Палмейрасом» и обладателем Южноамериканского кубка 2021 «Атлетико Паранаэнсе». Во второй раз в истории обе команды представляли Бразилию. В первом матче, прошедшем на стадионе «Арена Байшада» в Куритибе команды сыграли в ничью 2:2. В ответном матче, прошедшем на стадионе «Альянц Парке» в Сан-Паулу победу одержал «Палмейрас» со счётом 2:0, благодаря голам Зе Рафаэла и Данило. «Палмейрас» впервые в своей истории выиграл этот трофей.

## Правила
Рекопа Южной Америки разыгрывается в двух матчах. Победитель Кубка Либертадорес (или лучшая команда не из Мексики) играет ответный матч дома. Команда, которая наберёт по сумме двух матчей больше очков — три даются за победу, одно за ничью и ноль за поражение, — становится победителем. В случае равенства очков у обеих команд после ответного матча побеждает команда с лучшей разницей забитых и пропущенных мячей. Если разница мячей у обеих команд одинакова, то правило гола на выезде не действует. В этом случае назначается дополнительное время, состоящее из двух таймов по 15 минут. Если счёт остаётся равным, то назначается серия послематчевых пенальти.

## Участники
| Команда             | Отобралась как                          | Предыдущие участия (полужирным выделены победы) |
| ------------------- | --------------------------------------- | ----------------------------------------------- |
| Палмейрас           | Победитель Кубка Либертадорес 2022      | 2021                                            |
| Атлетико Паранаэнсе | Победитель Южноамериканского кубка 2021 | 2019                                            |